# Bombay Rose
Pour plus de détails, voir Fiche technique et Distribution.
Bombay Rose est un film d'animation réalisé par Gitanjali Rao, issu d'une coproduction indienne, britannique, française et qatari, et sorti en 2019 à l'occasion de la Mostra de Venise. Entièrement peint à la main, il relate trois histoires d'amour interdit situées dans la ville de Bombay et dont le point commun est une rose. Ces histoires abordent des sujets sociaux d'actualité en Inde : l'amour d'une hindoue pour un musulman, l'amour entre deux femmes et l'amour d'une ville pour le cinéma.

## Résumé
En compagnie de son grand-père et de sa sœur cadette, Kamala, une jeune fille âgée de 21 ans, a quitté sa région natale du Madhya Pradesh pour s'installer à Bombay, dans une cabane au bord de la plage de Juhu. Sa famille est pauvre. Pour gagner sa vie, Kamala tresse des guirlandes de jasmin (gajra). En face de chez elle, Salim, également vendeur de fleurs, la regarde à longueur de journée. Il tombe amoureux d'elle. Mais leur amour est menacé par les tensions entre leurs religions respectives : Kamala est hindoue, Salim est musulman.

## Fiche technique
- Titre : Bombay Rose
- Titre original : Bombay Rose
- Réalisation : Gitanjali Rao
- Scénario : Gitanjali Rao
- Musique : Swanand Kirkire, Cyli Khare
- Montage : Gitanjali Rao
- Production : Rohit Khattar, Anand Mahindra
- Coproduction : Charlotte Uzu, Serge Lalou
- Studios de production : Les Films d'Ici, Goldfinch Entertainment, Cinestaan Film Company (Inde)
- Distribution : Jour2fête (France)
- Pays :  Royaume-Uni,  Inde,  France et  Qatar
- Langue : hindi
- Format : couleur
- Durée : 93 minutes
- Dates de sortie : 
  - Inde : 18 octobre 2019 (Festival du film de Bombay)
  - France : 6 août 2020 (vidéo à la demande)

## Élaboration du film
Gitanjali Rao réalise avec Bombay Rose son premier long-métrage d'animation. Autodidacte dans ce domaine, elle a auparavant été remarquée avec son premier court-métrage animé, Printed Rainbow, en 2006, qui a été pré-listé pour un Oscar en 2008. Pour Bombay Rose, la réalisatrice bénéficie du programme Next Step, lancé en 2019 par la Semaine de la Critique du Festival de Cannes, qui vise à accompagner les jeunes réalisateurs pour passer du format du court au long métrage. La production du film est menée par le studio indien Cinestaan Film Company et coproduite par le studio français Les Films d'Ici et le studio britannique Goldfinch Entertainment, avec la participation du Doha Film Institute qatari,.
Le film est entièrement peint à la main. Le style graphique change d'une scène à l'autre selon l'époque et le lieu évoqués.
Gitanjali Rao met six ans à terminer Bombay Rose.

## Récompenses
En 2019, Bombay Rose remporte le Silver Gateway of India au Festival du film de Bombay. La même année, il remporte l'Hugo d'argent ex aequo au Festival international du film de Chicago.